# Paracilicaea nodosa
Paracilicaea nodosa är en kräftdjursart som beskrevs av Benvenuti och Messana 2000. Paracilicaea nodosa ingår i släktet Paracilicaea och familjen klotkräftor. Inga underarter finns listade i Catalogue of Life.